# Hans-Peter Jakst
Hans-Peter Jakst (* 23. Juli 1954 in Osnabrück) ist ein ehemaliger deutscher Radrennfahrer.
1975 wurde Hans-Peter Jakst bei den Militär-Weltmeisterschaften in Bassano del Grappa Dritter im Straßenrennen. 1976 startete er bei den Olympischen Sommerspielen in Montreal, wurde 37. im olympischen Straßenrennen und belegte mit dem deutschen Team (Friedrich von Loeffelholz, Olaf Paltian und Peter Weibel) im Mannschaftszeitfahren Rang vier. Als Amateur startete er für den Verein RRG Bremen. 1977 wurde er Profi. Ein Jahr darauf fuhr er für das Team von Selle Royal Rennen. 1979 wurde er deutscher Meister im Straßenrennen der Profis, nachdem er schon im Jahr zuvor den dritten Platz belegt hatte. Einmal, 1980, startete er bei der Tour de France und wurde 62. 1980 gewann er den Grand Prix d’Aix-en-Provence. Den Giro d’Italia fuhr Jakst dreimal und erreichte dabei in der Gesamtwertung die Plätze 120 (1977), 83 (1978) und 100 (1981).
1981 wurde Jakst deutscher Vize-Meister im Straßenrennen und Dritter der nationalen Meisterschaft im Zweier-Mannschaftsfahren, mit Hans Neumayer.
Nach Beendigung seiner Radsportlaufbahn eröffnete Jakst 1984 ein Fahrradgeschäft in Bremen.